# Tervia jellyae
Tervia jellyae is een mosdiertjessoort uit de familie van de Terviidae. De wetenschappelijke naam van de soort is voor het eerst geldig gepubliceerd in 1915 door Harmer.